# Камеронианцы
Камеронианцы (камеронцы) — наименование радикальной фракции в движении ковенантеров, последователей Ричарда Камерона, состоявшей в основном из подписавших Санкуарскую декларацию в 1680 году. 
Были также под названиями «люди общества», «санкуарцы» и «люди холмов»; ими была основана отдельная церковь после религиозного уложения 1690 года, получившая в 1743 году официальное название пресвитерианцев-реформистов.
Примерно в 1681 году появились религиозные общества «Societies of Cameronians for the maintenance of the Presbyterian form of worship»; их уложение под названием «The Informatory Vindication» датируется 1687 годом; вскоре после этого они стали наиболее заметными и ярыми последователями ковенантской веры. Придерживаясь двух манифестов, «Национального ковенанта» 1580 года и «Солемнской лиги и ковенанта» 1643 года, они стремились к восстановлению экклезиологических порядков, существовавших в период между 1638 и 1649 годами, они были недовольны умеренным характером религиозного уложения 1690 года. Отказываясь приносить присягу на верность «нековенантному» правителю или исполнять любые гражданские функции, они прошли через период испытаний и столкнулись с трудностями в поддержании своих регулярных богослужений, но в 1706 году их ряды пополнились некоторыми перешедшими в их веру прихожанами признанной церкви. Камеронианцы решительно отвергали идею возможного объединения Англии и Шотландии и подозревались в пособничестве восстанию, разгоревшемуся на западе Шотландии в 1706 году; но, как считается, нет никаких доказательств в пользу их возможного сговора с якобитами, и как в 1715, так и в 1745 году они не восставали против правительства. 
В 1712 году они публично подтвердили свои убеждения в Аученсач-Хилле В Ланкашире, и в 1743 году в Брехеде была основана их первая пресвитерия, а первая пресвитерия камеронианцев в Северной Америке появилась в 1774 году. В 1863 году (во время Гражданской войны в США камеронианцы, известные также как пресвитерианцы-реформисты, решили никаким образом не наказывать своих единоверцев, которые принимали военную присягу или осуществляли какие-либо гражданские функции, что привело к отделению некоторых несогласных приходов. В 1876 году центральное руководство пресвитериан-реформистов объединилось со Свободной Церковью Шотландии, однако осталось и несколько отделившихся конгрегаций, сохранивших верность изначальным принципам камеронианцев.
В британской армии название «камеронианцы» («шотландские стрелки») носил полк, берущий своё начало непосредственно от солдат-камеронианцев, которые были впервые собраны в 1689 году Джеймсом Дугласом, графом Ангусом, для участия в битве при Данкельде, а впоследствии использовались для восстановления законности в районах шотландского высокогорья. Одной из традиций полка было вручать Библию каждому новому рекруту; другой обычай подразумевал наличие у солдат оружия в руках во время церковных служб, а сами службы начинались только после того, как часовые занимали посты у каждой из четырёх стен здания церкви.